# Le Bailleul
Le Bailleul település Franciaországban, Sarthe megyében. Lakosainak száma 1217 fő (2022. január 1.). Le Bailleul Parcé-sur-Sarthe, Villaines-sous-Malicorne, Arthezé, La Chapelle-d’Aligné, Crosmières és Louailles községekkel határos.

## Népesség
A település népességének változása:
| Lakosok száma | 1238 | 1240 | 1259 | 1234 | 1227 | 1221 | 1214 | 1214 | 1217 |
|               | 2013 | 2015 | 2016 | 2017 | 2018 | 2019 | 2020 | 2021 | 2022 |